# Кривиця (Болгарія)
Кри́виця (болг. Кривица) — село в Разградській області Болгарії. Входить до складу общини Самуїл.

## Населення
За даними перепису населення 2011 року у селі проживали 212 осіб.
Національний склад населення села:
| Національність   | Кількість осіб | Відсоток |
| ---------------- | -------------- | -------- |
| турки            | 201            | 96,6%    |
| болгари          | 6              | 2,9%     |
| цигани           | 0              | 0%       |
| Всього відповіли | 208            |          |

Розподіл населення за віком у 2011 році:
Динаміка населення: